# 華特迪士尼影業集團
华特迪士尼影业集团（英語：Walt Disney Studios）是美国一家电影制片厂，属于华特迪士尼公司三大事业部门中的迪士尼娛樂部門，也是其制片娱乐业务的主要组成部分。 华特迪士尼影业集团以其多元化制片业务闻名，是好莱坞电影巨头之一。其总部位于美国加利福尼亚州伯班克的华特迪士尼制片厂。华特迪士尼影业集团成立于1923年，是全球主要电影公司中第四资深的电影工作室。
华特迪士尼影业集团旗下拥有许多知名电影制片公司，例如：华特迪士尼影片、迪士尼自然、华特迪士尼动画制片厂、皮克斯动画工作室、漫威影业、卢卡斯影业、二十世紀影業和探照燈影業。這些製片公司在2019財年共計產生132億美元的的票房收入，使得华特迪士尼影业集团成为北美第一个单年总票房收入突破100亿的制片公司。截至目前，華特迪士尼影業集團旗下各部門共有6部電影位於全球電影票房前十，如算上二十世紀影業被收購之前的電影的話则共計8部。
华特迪士尼影业集团也是美国电影协会的成员之一。

## 成立背景
华特迪士尼制片公司于1934年开始制作他们的首部长篇动画电影；三年后，一部名为《白雪公主》的动画电影制作完成并于1937年12月首映；1939年，《白雪公主》成为当时票房最高的影片。 1940年代，迪士尼开始尝试制作完整长度的真人版电影，并推出了混合动画与真人表演的电影，例如1941年電影《为我奏乐》和1946年電影《南方之歌》。 在同一时期，迪士尼也开始制作自然纪录片，例如《海豹岛》。这是迪士尼“真实世界历险记”系列的第一部，并在随后获得了奥斯卡奖最佳短篇真人电影。
华特迪士尼制片公司在1950年发行了他们的首部完全长度的真人电影《金银岛》，这被认为是迪士尼从制片厂正式转向电影公司的官方标志。 到了1953年，华特迪士尼电影公司与第三方电影发行公司雷电华电影和联美达成协议，并成立了自己的发行公司博伟电影公司。

## 公司结构
| 集团事业部门及组织架构 | 集团事业部门及组织架构                                                                                   | 集团事业部门及组织架构 | 集团事业部门及组织架构 | 集团事业部门及组织架构 |
| 制片與發行业务 | 音樂業務                                                                                                 | 戏剧业务 | 片场服务 |                        |
| --- | --- | --- | --- | ---------------------- |
| 真人作品 - 華特迪士尼影片 - 迪士尼自然 - 漫威影業 - 盧卡斯影業 - 二十世紀影業 - 探照燈影業 动画作品 - 華特迪士尼動畫工作室 - 皮克斯動畫工作室 - 二十世紀動畫 - 漫威影業動畫 发行业务 - 華特迪士尼工作室電影 - 博偉國際 - 探照燈影業 - 星空傳媒發行 - Disney+電影 | - 華特迪士尼唱片 - 好萊塢唱片 - 納什維爾迪士尼音樂集團 - 迪士尼音樂發行 - 博偉唱片 - RMI唱片 - S曲線唱片 | - 迪士尼戏剧制作 - （迪士尼百老汇） - 迪士尼戏剧授权 - 博偉戲劇 - 迪士尼直播家庭娱乐 - 冰上迪士尼 - 迪士尼直播 - 华特迪士尼特别企划集团 | - 華特迪士尼伯班克製片廠 - 金色橡树牧场 - 展望制片厂 - 美國廣播頻道KABC-TV製片廠 - 華特迪士尼澳大利亞製片廠 - 迪士尼数字片场服務 |                        |

### 制片业务
华特迪士尼影业集团旗下真人电影的主要厂牌是华特迪士尼影片公司，而其动画电影厂牌则主要由华特迪士尼动画工作室和皮克斯动画工作室组成。 2009年，华特迪士尼影业集团完成了对漫威娱乐的并购。自此，华特迪士尼影业集团获得了漫威影业旗下的超级英雄版权及漫威电影宇宙系列电影。2012年，华特迪士尼影业集团收购卢卡斯影业，从此获得开发和制作“星球大战”与“夺宝奇兵”两大电影系列的权力。 迪士尼自然是一个独立电影厂牌，专注于制作自然纪录片。二十世紀影業（原二十世纪福斯）在2019年被迪士尼收购，这意味着曾同属“好莱坞六巨头”之一的二十世紀影業公司以及侧重艺术电影及声望电影的探照灯影业都归到华特迪士尼影业旗下。

### 發行與營銷業務
- 華特迪士尼工作室電影（1953年－2020年；2023年－）：2020年隨迪士尼調整合併電影、電視與流媒體發行業務而轉至迪士尼平台發行（英语：Disney Platform Distribution）[20]。2023年因迪士尼業務重組重新轉回華特迪士尼影業集團。
  - 探照燈影業（發行部門，原福斯探照燈影業，2019年－2020年；2023年－）：2020年隨隨華特迪士尼工作室電影轉至迪士尼平台發行（英语：Disney Platform Distribution）。2023年轉回華特迪士尼影業集團。

### 音樂業務
- 迪士尼音樂集團（1953年－2020年；2023年－）：2020年時迪士尼調整合併電影、電視與流媒體發行業務而轉至迪士尼平台發行（英语：Disney Platform Distribution）。2023年隨著迪士尼業務重組重新轉回華特迪士尼影業集團。

### 戏剧业务
迪士尼戏剧集团是华特迪士尼影业集团内负责制作现场戏剧或舞台剧的部门，目前由托马斯·舒马赫负责。迪士尼戏剧制作公司负责制作许多不同的音乐剧、巡回演出、冰上表演及其他现场戏剧活动。他们著名的演出包括：《美女与野兽》、《狮子王》、《阿依达》、《人猿泰山》、《欢乐满人间》、《报童传奇》和诸多冰上迪士尼表演剧目。

## 曾属资产
在华特迪士尼公司的发展历史中，她曾创造或并购了以下品牌，直至这些品牌被关闭、剥离或出售。

### 电影制片业务

#### 真人電影
- 試金石影業（1984年－2016年）：華特迪士尼影業集團旗下旨在發行針對更成熟成年觀眾電影的廠牌。隨迪士尼與夢工廠的合約終止而關閉。[21]後於2020年初正式關停。

- 好萊塢影片（1989年－2001年；2006年－2007年）：製作類似試金石影業類型的特別輔導級/限制級電影的製片公司，在關停後又短暫恢復作為低成本電影製作公司而存在，現又已關停。

- 大篷車影業（英语：Caravan Pictures）（1992年－1999年）：旨在製作填充製片計劃表的電影，出售之後更名為望遠鏡娛樂（英语：Spyglass Media Group）。

- 米拉麥克斯影業（1993年－2010年）：收購之後一直作為旗下的獨立品牌運營，直至2009年被合併至華特迪士尼影業集團，之後成為集團下的發行子品牌。2010年，被出售給影場控股（英语：Filmyard Holdings）。現由影場控股與派拉蒙影業共同持有。[22][23]
  - 帝門影片：通過米拉麥克斯影業收購而獲得的類型片製片公司，2005年出售給溫斯坦影業，現由燈籠娛樂持有。[22][24]

- 福斯星空工作室（英语：Fox Star Studios）（2019年）：在2019年迪士尼並購福斯後從華特迪士尼影業集團轉至迪士尼直效行銷與國際（英语：Walt Disney Direct-to-Consumer and International），之後從迪士尼美國總部剝離並轉至迪士尼印度（英语：Disney India）旗下的印度星空傳媒。

- 福斯2000影業（英语：Fox 2000 Pictures）（2019年）：在2019年迪士尼並購福斯後於2020年8月關閉。

#### 動畫電影
- 骷髏傑克製作公司（英语：Skellington Productions）（1986年－1996年）：被合併至華特迪士尼影片。

- 7號馬戲團製作公司（英语：Circle 7 Animation）（2004年－2006年）：因迪士尼收購皮克斯而關閉。存續期間內未製作任何影片。

- 圖像搬運工數字工作室（英语：ImageMovers）（2007年－2010年）：一家聯合動畫動作捕捉公司。因存續期間無商業成功的電影而關閉。[25][26]

- 迪士尼卡通工作室（2003年－2018年）：轉至迪士尼電視動畫公司數年後因迪士尼放棄純錄影帶發行電影以及約翰·拉塞特離開迪士尼而關閉。[27]

- 藍天工作室（2019年－2021年）：因2019冠狀病毒病疫情對迪士尼導致的財政影響而關閉。[28]

### 电视业务
- 华特迪士尼电视集团（英语：Walt Disney Television）（1983年－1986年；1996年－1999年）：1986年转至华特迪士尼电视与电讯公司；1996年重新转至华特迪士尼影业集团；1999年转至迪士尼频道全球公司（现迪士尼電視品牌（英语：Disney Branded Television））后于2003年与迪士尼频道全球公司合并。这里指的不是2019年至2022年期间的华特迪士尼电视（原迪士尼-ABC电视集团，现迪士尼綜合娛樂內容）。

- 试金石电视（英语：ABC Signature）（1985年－2007年）：转至华特迪士尼电视与电讯公司，随后改名为ABC工作室，2020年再度改名为ABC署名工作室。2007年并入已独立出华特迪士尼影业集团的迪士尼-ABC电视集团（现迪士尼綜合娛樂內容）并作为子公司存在。这里指的不是2020年改名后的试金石电视（英语：Touchstone Television）（原福斯21电视工作室，已经于2020年末并入第二十電視公司）。

### 發行與營銷業務
- 博偉電影集團 / 華特迪士尼電影集團（1998年－約2001年）：包含製片公司、發行與推廣公司的傘形公司，現已併入華特迪士尼工作室電影。[29][30]

- 華特迪士尼家庭娛樂公司（1978年－2018年）：轉至迪士尼直效行銷與國際（英语：Walt Disney Direct-to-Consumer and International）[31]，之後隨迪士尼調整合併電影、電視與流媒體發行業務而轉到迪士尼平台發行（英语：Disney Platform Distribution）。

- 試金石影業（發行部門，2011年－2016年）：迪士尼用於發行夢工廠所製作電影以及非迪士尼/皮克斯製作動畫的子發行部門，已隨迪士尼與夢工廠的合約終止而關閉。

- 二十世紀福斯（發行部門，2019年－2020年）：隨著被改名二十世紀影業而併入華特迪士尼工作室電影。

### 其他业务
- 王国漫画（2009年－2013年）：迪士尼用於與其他漫畫部門合作的授權品牌，2013年轉至迪士尼國際出版社後與迪士尼漫畫合併。[32]

- 布偶家族制片公司（2006年－2014年）：从迪士尼消费产品公司转至华特迪士尼影业隶属的特别企划集团，后又转回到迪士尼消费产品与互动媒体（英语：Disney Consumer Products and Interactive Media），之后又转至華特迪士尼幻想工程。